# Equity swap
Equity swap est un terme d'origine anglaise qui désigne un swap (de l'anglais « to swap »  : échanger) dans lequel au moins une des deux jambes est indexée sur le rendement d'une action, d'un panier d'actions ou d'un indice boursier.
Un swap est un produit dérivé permettant à deux parties de s'échanger des devises ou des taux. Les contrats d’« equity swaps » portent sur des actions. Ils permettent d’échanger la performance d’une action ou d’un indice boursier contre un taux d’intérêt, sans avoir à avancer d’argent. Le dénouement de ces contrats peut se faire en espèces par le simple paiement du gain ou de la perte à l’échéance. On parle en anglais de cash-settled equity swap. Il peut prévoir dès le début ou en cours de contrat par un avenant à celui-ci un dénouement par livraison d’actions.
On parle également d'equity-linked swap, equity-indexed swap.

## Debt-equity swap ou debt for equity swap

### Cas général
Il s’agit de transformer les dettes d’une société envers des tiers (banques, fournisseurs, et de plus en plus des investisseurs financiers) en capitaux propres. Au cours d’une telle transaction, les créanciers « renoncent » à leurs créances envers la société et, en contrepartie, reçoivent des parts sociales ou des actions de leur ancien débiteur. Les participations des anciens actionnaires se trouvent alors diluées.
Cela peut par exemple prendre la forme : 
- d'un rachat de dettes : un créancier transforme sa dette en capitaux propres
- de participations croisées : deux sociétés s'échangent respectivement une partie de leur capital

### Dette publique
La technique de la debt equity swap a été développée dans le cadre de dette publique dite "distressed". 
Dans le cadre du surendettement des pays dits du Tiers Monde, de 1985 à 1989, 12,5 milliards de dollars de dette ont fait l'objet de cette technique. Des investisseurs ont acheté de la dette aux banques avec une décote et l'ont échangé en actions détenues par les états, en obligations ou en créances en devise locale. Le Secrétaire au Trésor Nicholas Brady a encouragé ce plan de conversion de la dette due par les états aux banques privées en actions de sociétés locales comme condition à de nouveaux financements.